# Serra das Paridas
A Serra das Paridas (Complexo Arqueológico Serra das Paridas) é um conjunto de morros situado ao norte do município de Lençóis e a oeste da Área de Proteção Ambiental Marimbus-Iraquara, região central da Chapada Diamantina, no estado brasileiro da Bahia, e que tem por principal característica o grande número de pinturas rupestres.
Arqueologicamente o lugar possui representações geométricas que não são encontradas em outra parte da Chapada (formas quadradas concêntricas em linhas finas, amarelas), o mesmo valendo para as formas antropomorfas pouco convencionais, em cor vermelha. É o único sítio da cidade de Lençóis com grande incidência da arte rupestre, e estudos em restos de fogueiras numa de suas localizações tiveram o resultado de que ao menos desde oito mil anos atrás a área já era ocupada, embora não se possa vincular essa datação com as pinturas.
A visitação ao local é paga, e em 2021 os ingressos para os interessados passou a ser oferecido on-line, tendo por principal atração um passeio pelos dezoito sítios arqueológicos situados a trinta e seis quilômetros de Lençóis.